# Guo Dandan
Guo Dandan (chiń. 郭丹丹; ur. 5 sierpnia 1977 w Fushun) – chińska narciarka, uprawiająca narciarstwo dowolne. Zajęła 12. miejsce w skokach akrobatycznych podczas mistrzostw świata w Iizuna. Zajęła także 7. miejsce w tej samej konkurencji na igrzyskach olimpijskich w Nagano. Najlepsze wyniki w Pucharze Świata osiągnęła w sezonie 1999/2000, kiedy to zajęła 32. miejsce w klasyfikacji generalnej.
W 2000 r. zakończyła karierę.

## Osiągnięcia

### Igrzyska olimpijskie
| Miejsce | Dzień     | Rok  | Miejscowość | Konkurencja        | Zwycięzca   |
| ------- | --------- | ---- | ----------- | ------------------ | ----------- |
| 7.      | 18 lutego | 1998 | Nagano      | Skoki akrobatyczne | Nikki Stone |

### Mistrzostwa świata
| Miejsce | Dzień    | Rok  | Miejscowość | Konkurencja        | Zwycięzca        |
| ------- | -------- | ---- | ----------- | ------------------ | ---------------- |
| 12.     | 9 lutego | 1997 | Iizuna      | Skoki akrobatyczne | Kirstie Marshall |

### Puchar Świata

#### Miejsca w klasyfikacji generalnej
- sezon 1996/1997: 37.
- sezon 1997/1998: 38.
- sezon 1999/2000: 32.

#### Miejsca na podium
1. Breckenridge – 25 stycznia 1997 (Skoki akrobatyczne) – 2. miejsce
2. Mount Buller – 2 sierpnia 1997 (Skoki akrobatyczne) – 1. miejsce

- W sumie 1 zwycięstwo 1 drugie miejsce.